# Guató
Guató /značenje imena nije razjašnjeno a kroz povijest se javljalo u mnogim sličnim oblicima: guataes, guatás, guathós, guatos, guatòs, goatos, guattos i guatues (Oliveira 1996). Schmidt /1901) bilježi naziv maguaato, u značenju neke vrste močvarne ptice. Prema drugoj verzniji dolazi od guarani riječi guatá, glagol koji znači 'hodati', 'lutati', 'putovati', u kojemu se vidi obrazac visokog stupnja njihove prostorne mobilnosti u kanuima./ ribarski indijanski narod s granice Bolivije i brazilske države Mato Grosso do Sul, u močvarnom području poznatom kao Pantanal, na gornjoj Paraguayi.  Guató opstanak ovisi o ribi, pa su u stalnom kontaktu s vodom i neprekidno u pokretu u svojim  'dugout' kanuima. Zbog ovakvog način života kod njih se javljaju veoma razvijene ruke i torzo ali i kratke krive noge i ravna stopala.
Osim ribolovom do hrane dolaze i sakupljanjem divlje riže (Oryza sativa), voća drveta yatubá, divljih banana; lovom na kajmane, čije repove također jedu, a danas imaju i nešto svinja, kokoši i posađenog kukuruza, graha i manioke.
Pleme (oko 500) danas živi uglavnom na otoku Insua (poznat i kao Morraria da Insua), dva puta su proglašavani izumrlima ali su se iznova pojavljivali. Godine 2004. Joel Pizzini je snimio o njima 105-minutni film “500 Almas” '500 duša'. Godine 2008. ima svega 5 govornika u naselju Corumbá.

## Vanjske poveznice
- Povo Indigena Guato  Arhivirana inačica izvorne stranice od 10. veljače 2005. (Wayback Machine)
- Diagnóstico Sócio-Ambiental Da Reserva Indígena Guató-Ilha Ínsua  Arhivirana inačica izvorne stranice od 10. ožujka 2005. (Wayback Machine)